# Alexandre Blaszyck
Alexandre Blaszyck (8 de enero de 1988) es un deportista francés que compite en esgrima, especialista en la modalidad de espada. Ganó una medalla de bronce en el Campeonato Mundial de Esgrima de 2013, en la prueba por equipos.

## Palmarés internacional
| Campeonato Mundial | Campeonato Mundial | Campeonato Mundial | Campeonato Mundial |
| Año                | Lugar              | Medalla            | Prueba             |
| ------------------ | ------------------ | ------------------ | ------------------ |
| 2013               | Budapest (Hungría) | Medalla de bronce  | Espada por equipos |